# Joseph Pennell
Pour les articles homonymes, voir Pennell (homonymie).
Joseph Pennell, né le 4 juillet 1857 à Philadelphie et mort le 4 avril 1926 à New York, est un illustrateur, graveur, lithographe et écrivain américain.
Disciple et biographe de Whistler, il est principalement connu pour ses lithographies de Londres et New York ainsi que ses ouvrages sur l'illustration et la lithographie.

## Biographie

### Jeunesse et formation
Né dans une famille quaker de Philadelphie, Pennell montre très jeune des talents de dessinateur. Contre la volonté de son père, et alors qu'il travaille comme secrétaire, il fréquente les cours du soir du Pennsylvania Museum and School of Industrial Art. Il entre, en 1879, à la Pennsylvania Academy of the Fine Arts. Parmi ses condisciples on peut citer Thomas Pollock Anshutz, Arthur Burdett Frost ou encore Henry Bainbridge McCarter. À l'Academy, Pennell se fâche avec l'un de ses professeurs, Thomas Eakins, et quitte l'école. À cette époque, il rencontre Jean Leon Gerome Ferris qui encourage son intérêt pour l'illustration et la technique de gravure à l'eau-forte.

### Carrière

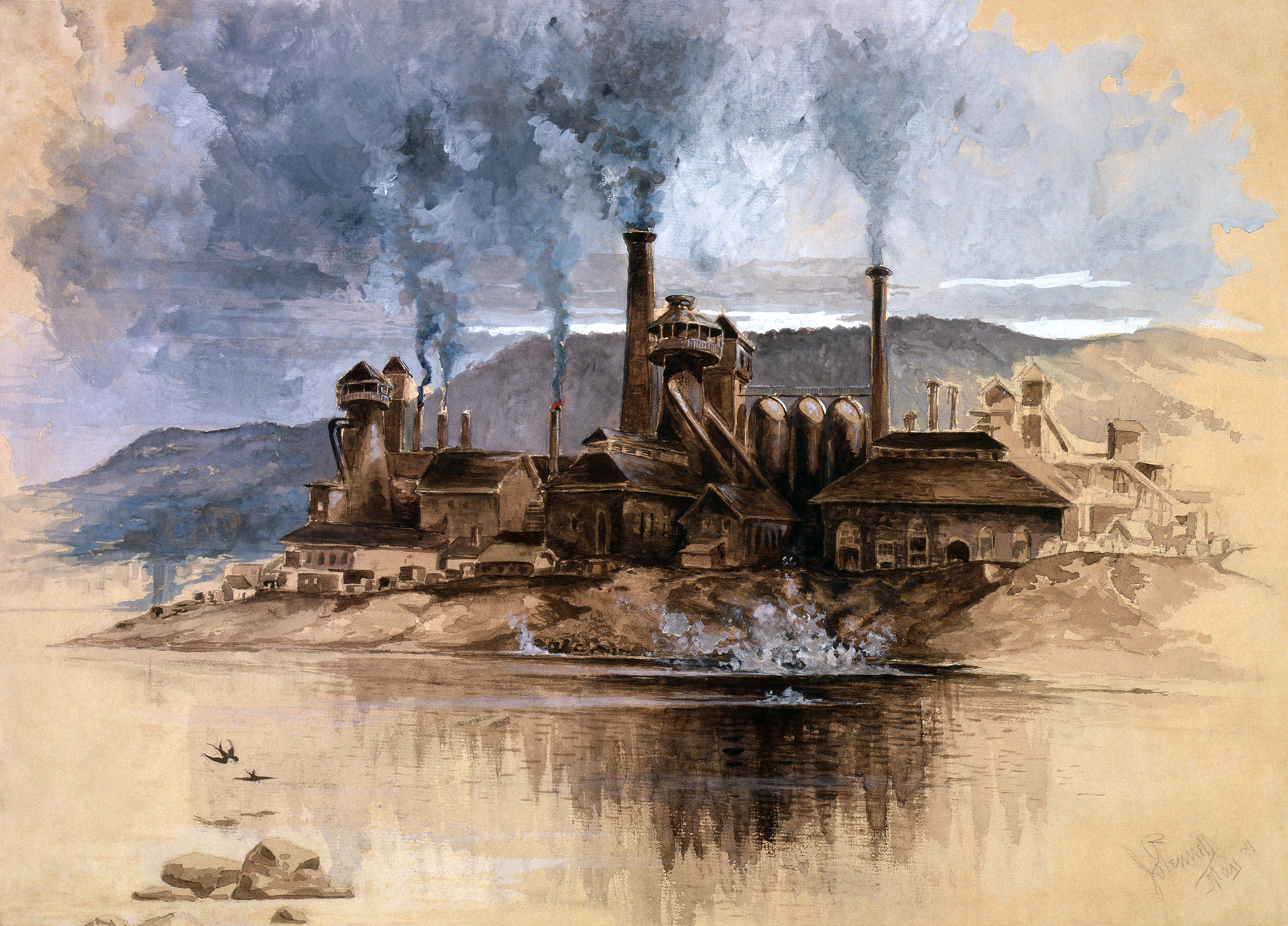
La Bethlehem Steel works (1881).

En 1880, Pennell ouvre son propre studio à Philadelphie et obtient des mandats d'illustration. La même année, avec sept autres artistes, il fonde la « Philadelphia Society of Etchers » (en anglais un etcher est un graveur utilisant la technique de l'eau-forte). Dans les années 1880, les eaux-fortes de Pennell attirent l'attention de Frederick Keppel, célèbre marchand d'art new-yorkais, directeur de la Frederick Keppel and Company qui devient son agent.
En 1881, Pennell reçoit une commande destinée à illustrer un article dans The Atlantic Monthly, rédigé par une jeune écrivaine de Philadelphie, Elizabeth Robins, et tous deux deviennent rapidement amis. Le Century Magazine lui demande d'illustrer, en 1883, une série d'articles de William Dean Howells sur les villes de Toscane et Pennell part pour l'Italie. De retour à Philadelphie, Pennell épouse Elizabeth Robins. Un mariage qui choque la société bourgeoise de la ville, lui issu d'une famille quaker et elle catholique, mais rebelle à l'enseignement de cette église. Leur union est finalement célébrée par un mariage civil devant le maire de Philadelphie, en 1884.

#### Londres

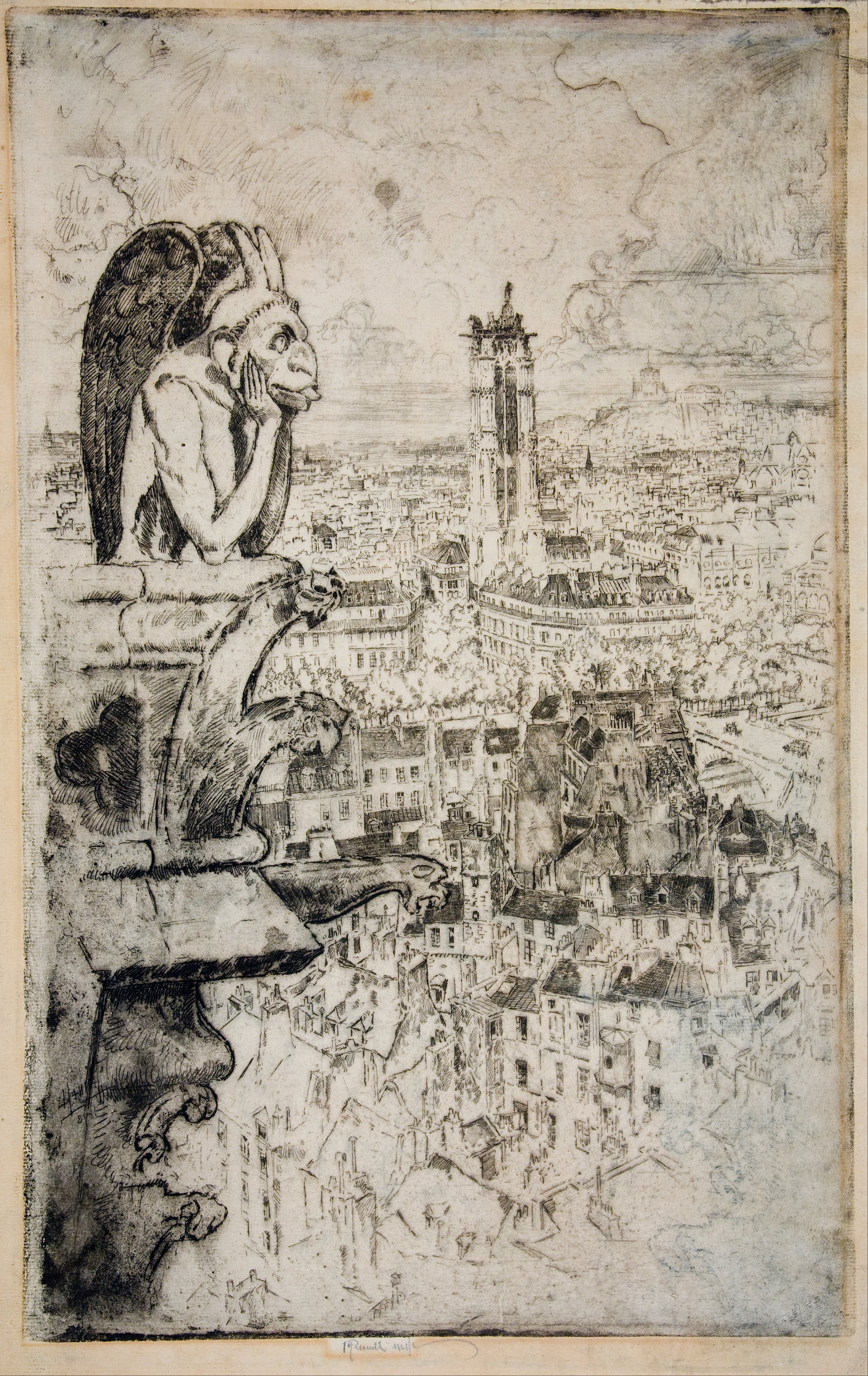
Paris depuis Notre-Dame (1893).

Joseph Pennell et son épouse font leur voyage de noces en Angleterre, puis visitent l'Europe dont la France, où ils rencontrent pour la première fois James Abbott McNeill Whistler en 1893. Joseph dessine et Elizabeth Robins Pennell écrit. Plusieurs ouvrages vont naître de ce tour d'Europe, comme A Canterbury Pilgrimage dont Elizabeth Robins Pennell signe les textes et Joseph Pennell les illustrations. Le couple s'installent ensuite à Londres, où ils retrouvent Whistler. À cette époque ce dernier est déjà célèbre : il est d'ailleurs élu président de la Royal Society of British Artists en 1886. L'amitié entre les Pennell et Whistler est profonde ; ce dernier demande d'ailleurs au couple d'écrire sa biographie, The Life of James McNeill Whistler, qui paraît 1908.
Le couple Pennell voyage beaucoup, souvent pour des commandes d'illustrations. Joseph réalise de nombreuses lithographies et sa première exposition a lieu, en 1885, à la Royal Society of Painter-Etchers and Engravers. Il produit dès lors chaque année plusieurs dizaines de lithographies et s'intéresse aux travaux de ses pairs. Il publie d'ailleurs avec son épouse un ouvrage sur le sujet, Lithography and Lithographers, en 1898. Plus tard, la Société des peintres-lithographes l'invite à exposer à Paris.
En 1904, Joseph Pennell se rend à New York, une ville déjà visitée en 1880 et qui l'a impressionnée. Il produit de nombreuses esquisses et une vingtaine d'eaux-fortes de cette cité en pleine croissance. Certaines sont publiées alors dans la presse, comme The Golden Cornice dans le Century Magazine. Cette même année, il illustre de plus de 200 dessins The Road in Tuscany de Maurice Hewlett.
En janvier 1912, il se rend à Panama et réalise de nombreux dessins de son fameux canal qui est alors toujours inachevé. Il publie la même année un ouvrage écrit et illustré par lui-même, sur cette formidable entreprise humaine, Joseph Pennell's pictures of the Panama Canal. Il se rend ensuite à San Francisco et y rencontre des artistes locaux, comme les graveurs Robert Bartholow Harshe (1879-1938) et Pedro Joseph Lemos (1882-1954), le sculpteur Ralph Ward Stackpole (1885–1973) et le peintre Gottardo Fidele Piazzoni (1872–1945). Après leur rencontre, ces artistes fondent, en décembre 1912, la « California Society of Etchers », rebaptisée California Society of Printmakers, en 1968.

#### New York

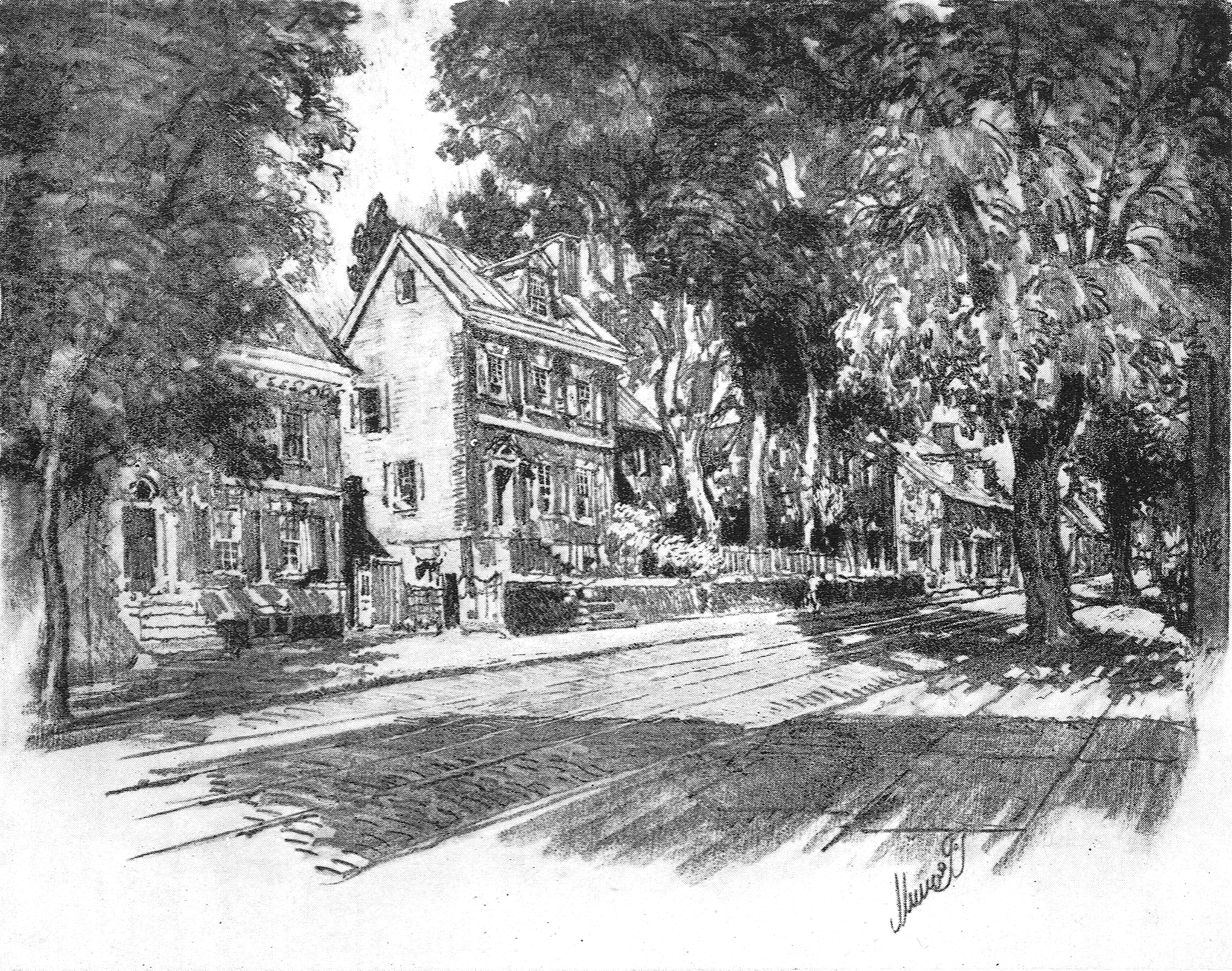
Main Street, Germantown
(Our Philadelphia, 1914).

Le couple Pennell rentre aux États-Unis en 1917. Ils ont songé retourner à Philadelphie, mais la ville n'est plus celle de leurs souvenirs. Ils publient d'ailleurs un livre, sur ce passage dans le lieu de leur enfance, Our Philadelphia. Dans le premier chapitre de l'ouvrage, Elizabeth Pennell écrit :

« Je pense avoir le droit de m'appeler une Philadelphienne, même s'il n'est pas sûr que Philadelphie soit du même avis. Je suis née à Philadelphie, comme mon père le fut avant moi, mais mes ancêtres ayant eu l'idée d'émigrer en Amérique à temps pour faire de moi une Américaine aussi Américaine qu'on puisse l'être, furent ensuite si étourdis qu'ils perdirent une paire de siècles en Virginie et au Maryland, et mon grand-père fut le premier de la famille à s'installer dans une ville où il est important, si vous lui appartenez de lui avoir appartenu dès le commencement. Cependant les ancêtres de J. (Joseph), dans leur grande sagesse, devinrent au moment le plus précoce, non seulement des Philadelphiens, mais des Amis de Philadelphie. »

Ils s'installent finalement à New York dans le quartier de Brooklyn. Joseph Pennell enseigne à la Art Students League, où il a créé un atelier d'imprimerie, permettant à ses étudiants de se familiariser avec les techniques de gravure, les eaux-fortes et autres lithographies. Il va influencer de nombreux élèves, comme Levon West (1900 – 1968), Emma Lillian Brock (1886-1974), Mary Huntoon (1896-1970), Frances Farrand Dodge (1878-1969), Howard Cook (1901–1980) ou encore le français Eugène Camille Fitsch (1892-1972).
Pennell organise, en 1921, une grande exposition sur Whistler à la Library of Congress, de Washington DC, à qui lui-même et son épouse font don d'un nombre important d'objets, de lettres et d’œuvres de leur célèbre ami. Joseph Pennell meurt à Brooklyn le 23 avril 1926.

Quelques représentations de New York par Joseph Pennel
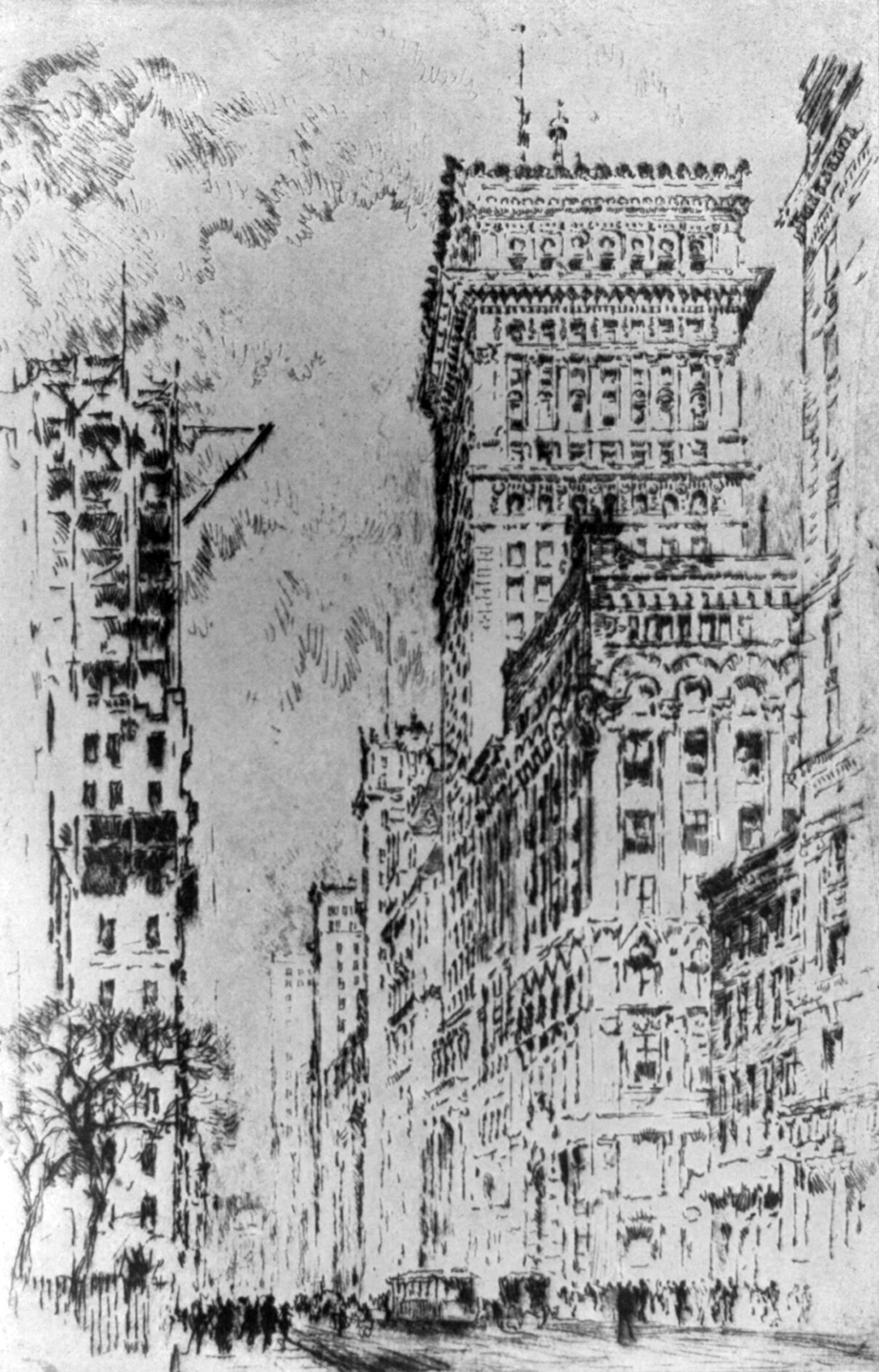
The Golden Cornice (1904)
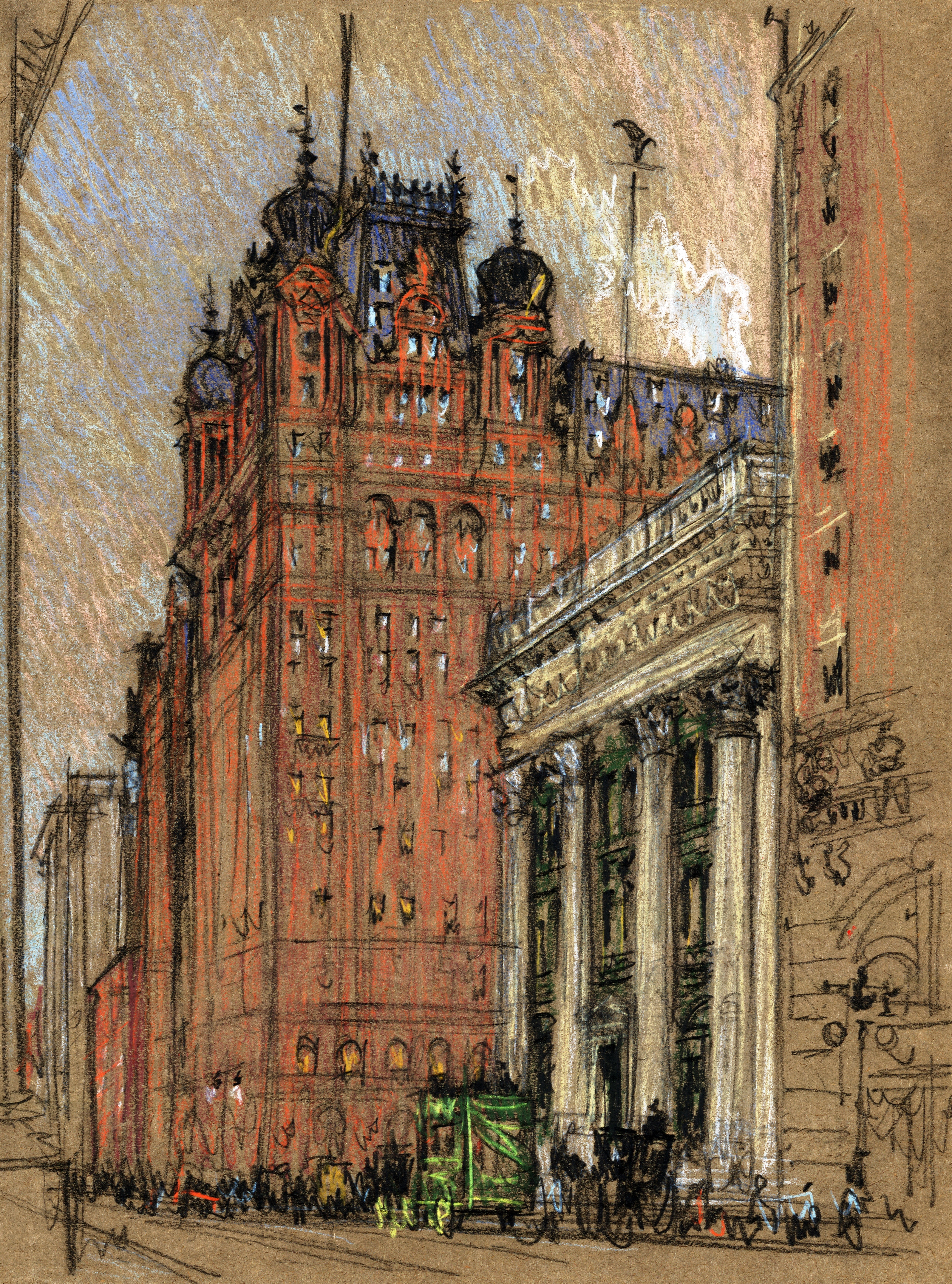
Waldorf Astoria Hotel (1904-1908)
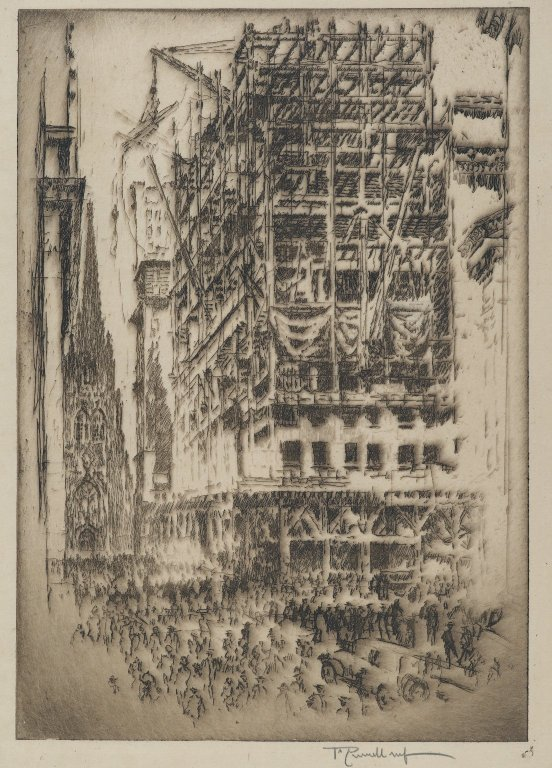
The New Stock Exchange (1921)
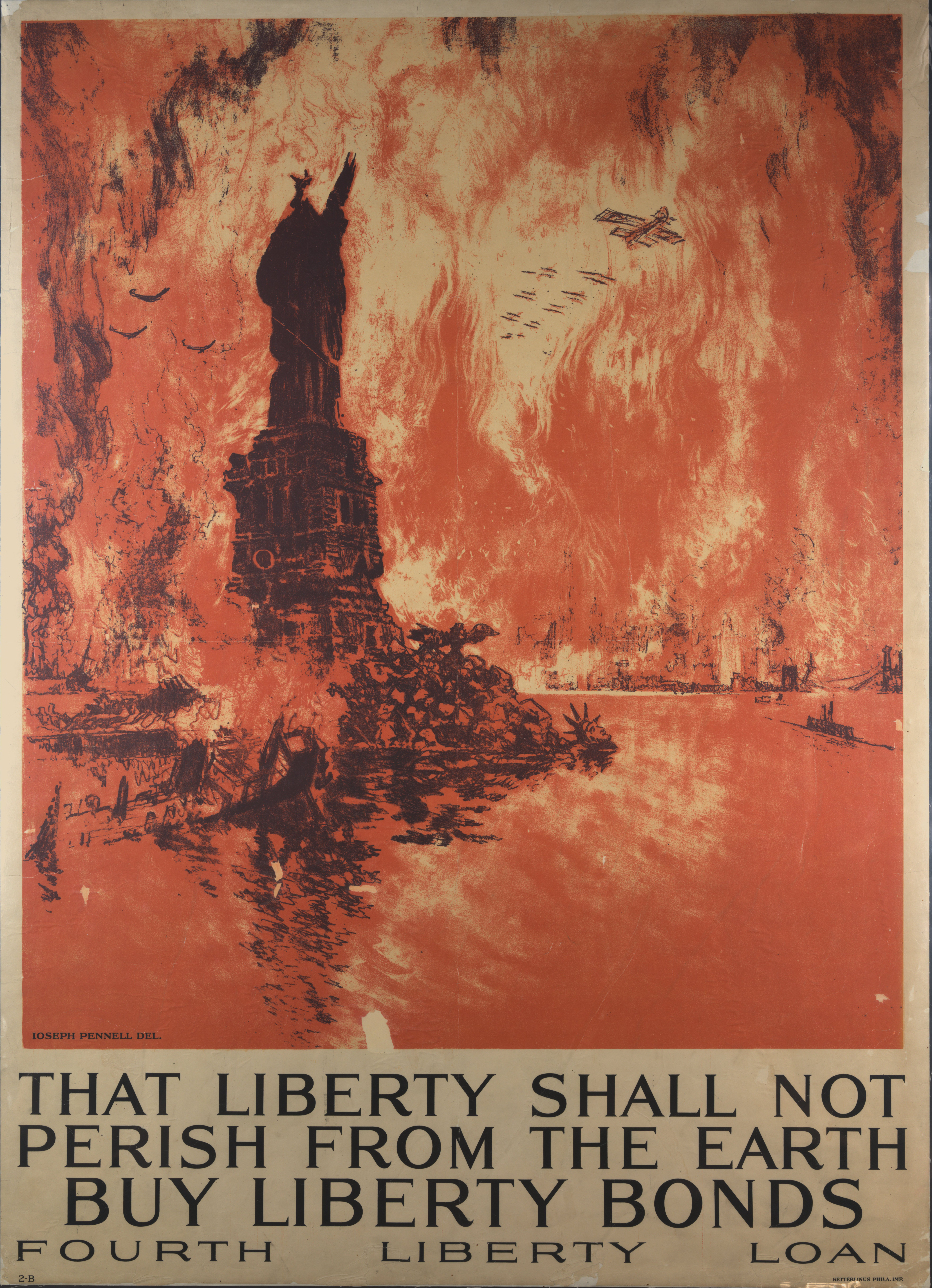
Liberty shall not perish (1918)

## Publications
- Joseph Pennell, Elizabeth Robins Pennell, A Canterbury pilgrimage, London, Seeley and Co., 1885.
- Joseph Pennell, Elizabeth Robins Pennell, Lithography & lithographers : some chapters in the history of the art, London, T.F. Unwin, 1898.
- Elizabeth Pennell, Joseph Pennell, The Life of James McNeill Whistler… Illustrated., 2 vol., London, William Heinemann, 1908.
- Joseph Pennell, Elizabeth Robins Pennell, James McNeill. Whistler, sa vie et son œuvre. Traduit et adapté de l'ouvrage original de E. et J. Pennell…, Paris, Hachette, 1913.
- Joseph Pennell's pictures of the Panama Canal : reproductions of a series of lithographs made by him on the Isthmus of Panama, January--March 1912, together with impressions and notes by the artist, Philadelphia and London : J.B. Lippincott Co., 1912.
- Elizabeth Robins Pennell, Joseph Pennell, Our Philadelphia, Philadelphia and London : J. B. Lippincott Co., 1914.

## Récompenses
Joseph Pennell a reçu les grand prix ou médaille d'or des expositions universelles de Paris (1900), Saint-Louis (1904), Milan (1906) et Londres (1914).